# شومودی
شومودْیْ (به مجاری: Somogy) یکی از استان‌های مجارستان است و ۶٬۰۶۵٫۰۷ کیلومتر مربع مساحت و ۳۱۷٬۳۰۷ نفر جمعیت دارد.

## نگارخانه

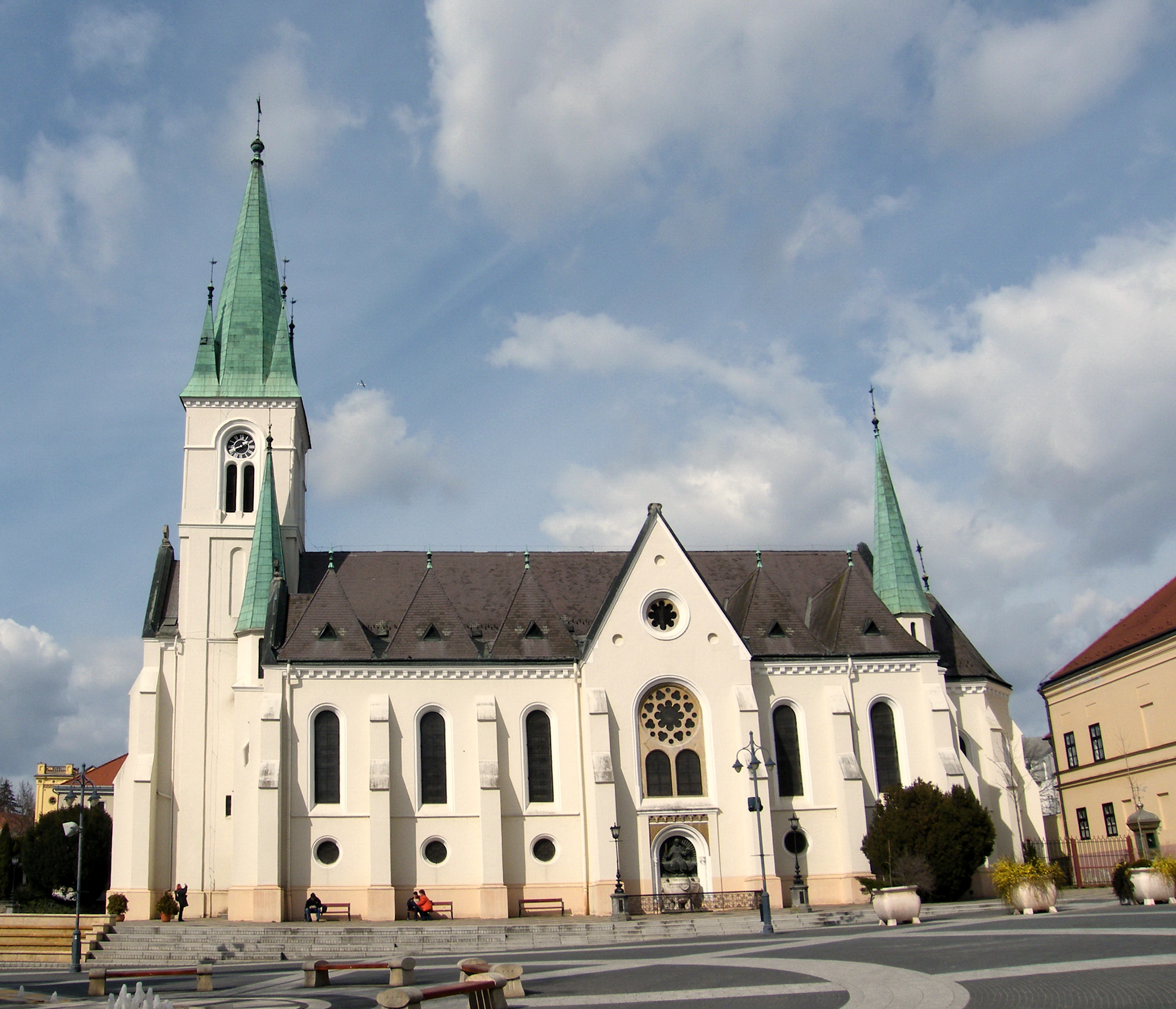
کاپشوار
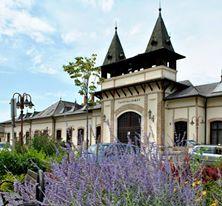
شیوفُک
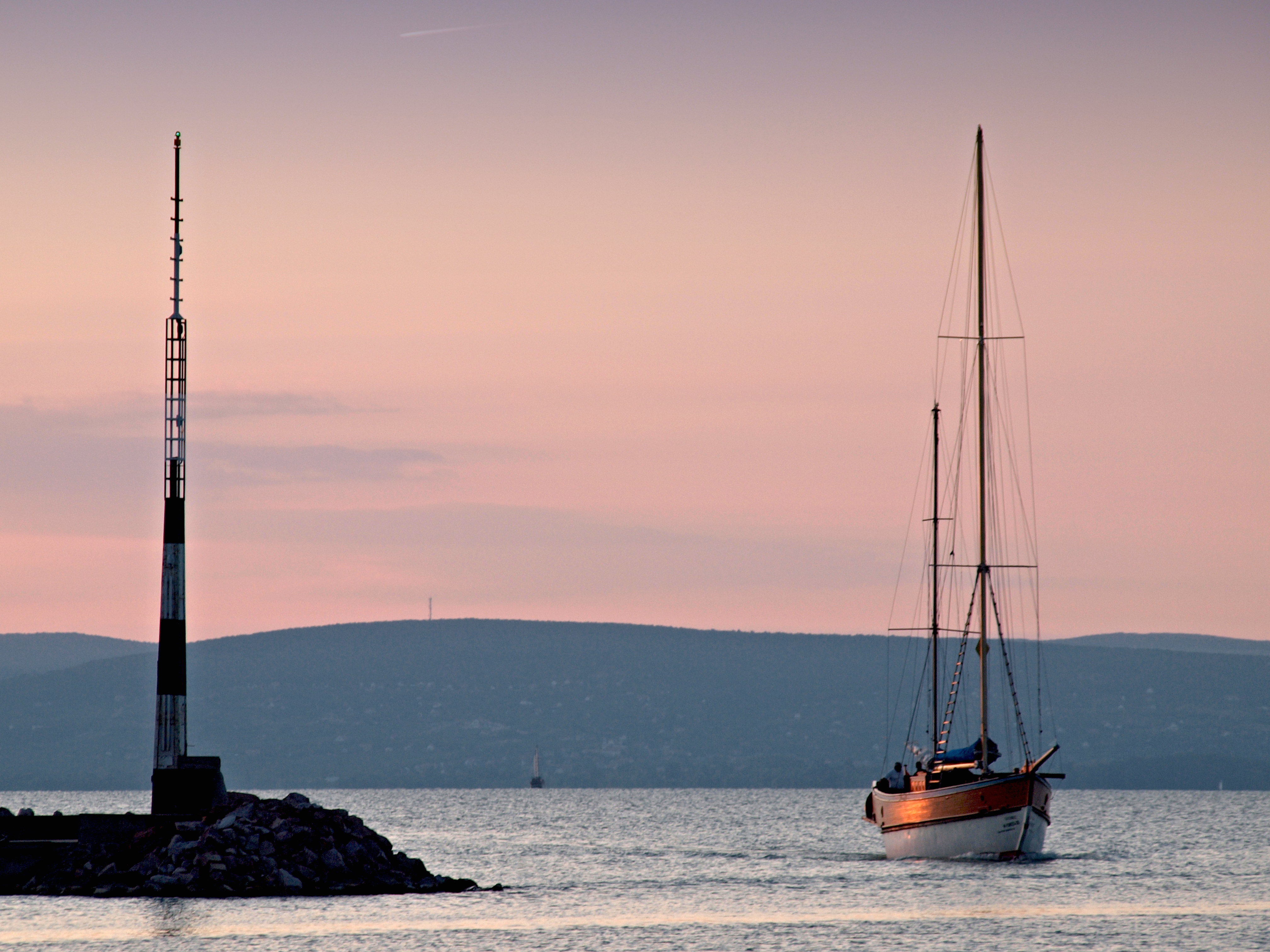
دریاچه بالاتون
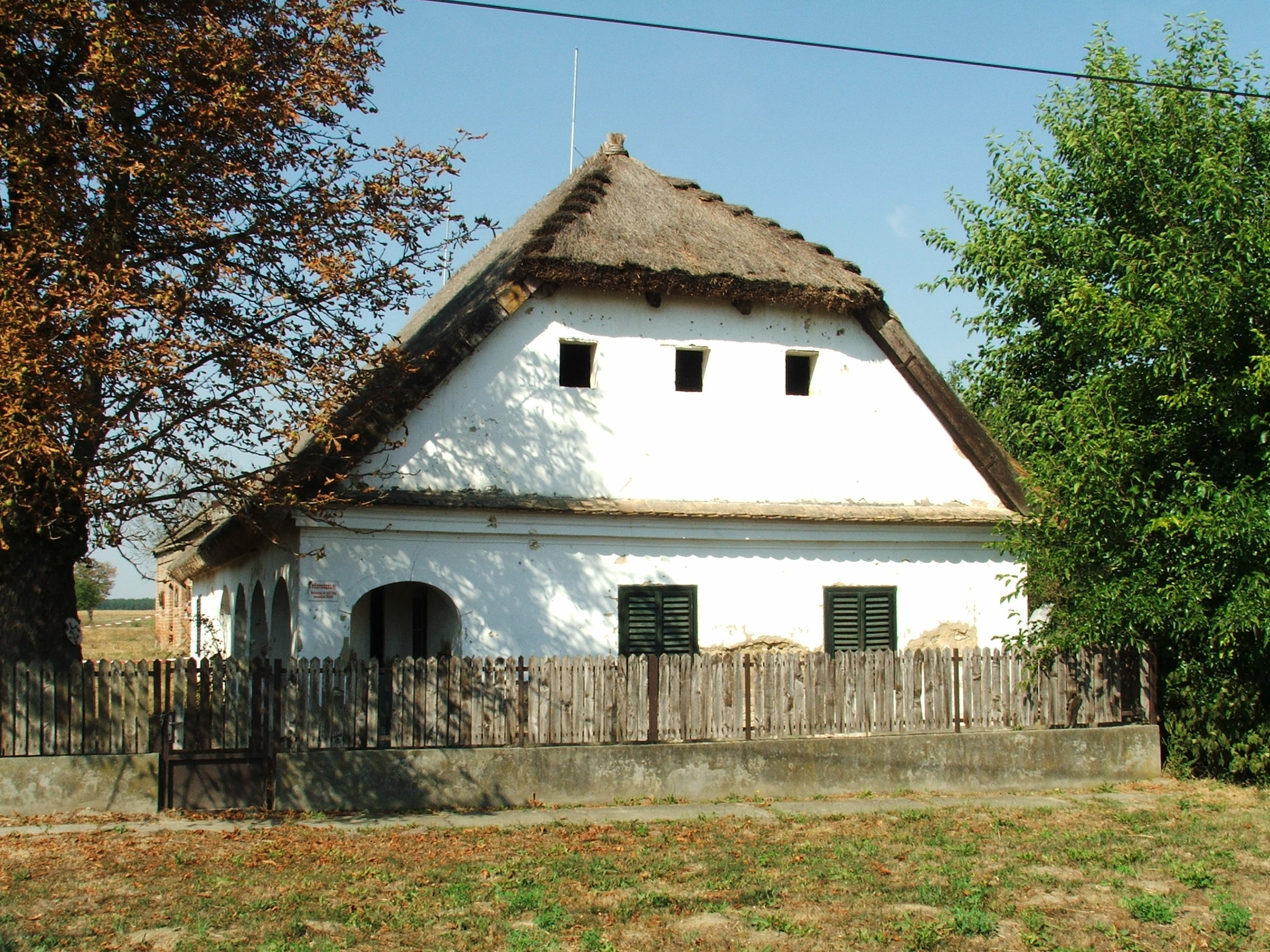
موزهٔ روستای ایشتواندی